# マルゲリータ・マリーア・ファルネーゼ
マルゲリータ・マリーア・ファルネーゼ（Margherita Maria Farnese, 1664年11月24日 – 1718年6月17日）は、パルマ公国の公女。

## 生涯
パルマ・ピアチェンツァ公ラヌッチョ2世・ファルネーゼとその2人目の妻イザベッラ・デステとの娘。
母は弟オドアルドを産んだ際に死去し、わずか2年で遺児となった。ラヌッチョは、マルゲリータの母方の叔母マリーア・デステと再婚し、2人の息子をもうけた。

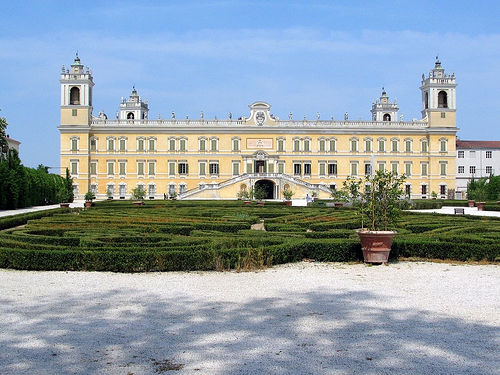
コロルノの宮殿。マルゲリータ・マリーアはここで亡くなった

1692年7月14日パルマにて、モデナ・レッジョ公でアルフォンソ4世・デステの息子フランチェスコ2世・デステと結婚した。結婚の際、宮廷音楽人フランチェスコ・アントニオ・ピストッキは、公が好んだジャンルのオラトリオ『聖アドリアーノの殉教』を作曲した。
モデナ・レッジョ公妃であったは2年だけで、フランチェスコ2世は痛風と多発性関節炎を患い、1694年に亡くなった。子供に恵まれなかったため、フランチェスコ2世の叔父リナルドが公位を継承した。
マルゲリータは1718年の夏に、母を亡くしたのと同じコロルノで死去、そこは1660年に彼女の父により拡張と美化された要塞とファルネーゼ家の夏の別荘があった。

## 備考
1. ↑  http://genealogy.euweb.cz/italy/farnese2.html#MR2
2. ↑  http://www.grandezzemeraviglie.it/2001/calendario2001.html
3. ↑  http://www.genealogy.euweb.cz/welf/welf10.html#IF1
4. ↑  http://www.parmaitaly.com/colorno.html
5. ↑  http://www.bassaparmense.it/paesi/Colorno.htm